# 千利休 〜春を待つ雪間草のごとく〜
『千利休 〜春を待つ雪間草のごとく〜』（せんのりきゅう はるをまつゆきまぐさのごとく）は、毎日放送（MBS）制作・TBS系列全国ネットにて毎日放送開局40周年記念ドラマスペシャルとして1990年3月10日（土曜）22:00-23:54に放送されたテレビドラマである。また、1990年は千利休400回忌の年である。
泉州・堺の町人から織田信長、豊臣秀吉の茶頭となり、激動の政治の中で生きながら茶の道を追求する男・千利休の人間ドラマであり、利休の妻である・りきの目から見た人間利休の茶とは何か、そして悲運の最期を遂げなければならないかを見続けたドラマである。

## 主な出演者
- 千利休：田村高廣
- りき：十朱幸代
- 加奈：古手川祐子（多岐川裕美の予定だったが降板）
- 豊臣秀吉：江守徹
- 北政所：朝丘雪路
- 蒲庵古渓：金田龍之介
- 豊臣秀長：寺田農
- 織田信長：柴俊夫
- 山上宗二：新克利
- 丿貫：藤山寛美（特別出演）

## スタッフ
- 脚本：星川清司
- 音楽：丸谷晴彦
- 演出：鈴木晴之
- 制作：青木民男
- プロデューサー：伊東雄三
- 制作補：影山貴彦[要出典]
- 製作著作：毎日放送